# Susanne Leeb
Susanne Leeb (* 1968 in Erlangen) ist eine Kunsthistorikerin und Professorin für zeitgenössische Kunst an der Leuphana Universität Lüneburg.

## Werdegang
Leeb studierte Kunstgeschichte, Philosophie sowie deutsche Sprach- und Literaturwissenschaft an der Universität zu Köln. Anschließend war sie Assistentin am Wallraf-Richartz-Museum in Köln. Nach einer Projektassistenz bei Jenny Holzer wurde sie 1999 freie Redaktorin der deutschen Kunstzeitschrift Texte zur Kunst.
2007 wurde sie an der Europa-Universität Viadrina Frankfurt/Oder promoviert (summa cum laude). Anschließend arbeitete sie als wissenschaftliche Mitarbeiterin am Sonderforschungsbereich „Ästhetische Erfahrung im Zeichen der Entgrenzung der Künste“ an der Freien Universität Berlin und vertrat 2012 einen Lehrstuhl für Kunstgeschichte an der Akademie der Bildenden Künste, Nürnberg. 2012 wurde sie auf die Laurenz-Assistenzprofessur für zeitgenössische Kunst an der Universität Basel berufen.
Seit 2014 ist Leeb Professorin für zeitgenössische Kunst am Institut für Philosophie und Kunstwissenschaft (IPK) der Leuphana Universität Lüneburg.

## Publikationen (Auswahl)

### Monographien
- Die Kunst der Anderen: „Weltkunst“ und die anthropologische Konfiguration der Moderne. b-books, Berlin 2015.

### Als Herausgeberin
- Leeb, S., Lochner, O., Raether, J. P., & Stakemeier, K. (Hrsg.): Globalismus Globalism. TEXTE ZUR KUNST Verlag, Berlin 2013.
- Susanne Leeb (Hrsg.): Materialität der Diagramme: Kunst und Theorie. b-books, Berlin 2012.